# Bazien
Bazien é uma comuna francesa na região administrativa do Grande Leste, no departamento de Vosges. Estende-se por uma área de 3.21 km², e possui 79 habitantes, segundo o censo de 2018, com uma densidade de 25 hab/km².